# Episodi di In aller Freundschaft (ventesima stagione)
La ventesima stagione della serie televisiva In aller Freundschaft è stata trasmessa in anteprima in Germania da Das Erste tra il 3 gennaio 2017 e il 12 dicembre 2017.
| nº | Titolo originale               | Prima TV Germania |
| -- | ------------------------------ | ----------------- |
| 1  | Aussichtslos?                  | 3 gennaio 2017    |
| 2  | Schmerzhafte Einsichten        | 10 gennaio 2017   |
| 3  | Muttergefühle                  | 17 gennaio 2017   |
| 4  | Geltungsdrang                  | 24 gennaio 2017   |
| 5  | Der richtige Weg               | 31 gennaio 2017   |
| 6  | Sprachlos                      | 14 febbraio 2017  |
| 7  | Ein schmaler Grat              | 21 febbraio 2017  |
| 8  | Eine Frage der Perspektive     | 7 marzo 2017      |
| 9  | Eltern und Kinder              | 14 marzo 2017     |
| 10 | Über das Ziel hinaus           | 28 marzo 2017     |
| 11 | Alte Bekannte                  | 4 aprile 2017     |
| 12 | Ursache und Wirkung            | 11 aprile 2017    |
| 13 | Blackout                       | 18 aprile 2017    |
| 14 | Der Zweck heiligt die Mittel?  | 2 maggio 2017     |
| 15 | Wenn die Wahrheit schmerzt     | 9 maggio 2017     |
| 16 | Glaube, Liebe, Hoffnung        | 16 maggio 2017    |
| 17 | Fallstricke des Lebens         | 23 maggio 2017    |
| 18 | Wie mit 16                     | 30 maggio 2017    |
| 19 | Berg- und Talfahrt             | 6 giugno 2017     |
| 20 | Mach's gut, Nick               | 13 giugno 2017    |
| 21 | Die Beziehungsfalle            | 20 giugno 2017    |
| 22 | Ein Freund in der Not          | 27 giugno 2017    |
| 23 | Zeichen und Wunder             | 4 luglio 2017     |
| 24 | Alles unter Kontrolle          | 11 luglio 2017    |
| 25 | Im Tunnel                      | 18 luglio 2017    |
| 26 | Jetzt oder nie                 | 25 luglio 2017    |
| 27 | Unter Strom                    | 8 agosto 2017     |
| 28 | Ende und Anfang                | 15 agosto 2017    |
| 29 | Das große Herz                 | 22 agosto 2017    |
| 30 | In Liebe loslassen             | 29 agosto 2017    |
| 31 | Eine Frage der Entscheidung    | 5 settembre 2017  |
| 32 | Fehler im System               | 12 settembre 2017 |
| 33 | Auf das Leben!                 | 19 settembre 2017 |
| 34 | Ab und zu 'ne kleine Rebellion | 26 settembre 2017 |
| 35 | Nur ein Moment                 | 10 ottobre 2017   |
| 36 | Jenseits der Schmerzgrenze     | 17 ottobre 2017   |
| 37 | Eine Herzgeschichte            | 24 ottobre 2017   |
| 38 | Folgenschwere Lügen            | 7 novembre 2017   |
| 39 | Alles kommt ans Licht          | 21 novembre 2017  |
| 40 | Aus den Augen, aus dem Sinn?   | 28 novembre 2017  |
| 41 | Zu viel verlangt               | 5 dicembre 2017   |
| 42 | Terra incognita                | 12 dicembre 2017  |